# Europastimme
Die Europastimme (früher teilweise auch Europa-Stimme geschrieben) ist eine in Österreich quartalsweise in deutscher Sprache erscheinende Zeitschrift, welche zudem ein nationales Forum der EuropaUnion Vorarlberg ist.

## Geschichte
Die Europastimme als Zeitschrift der Europäischen Föderalistischen Bewegung, Jungen Europäischen Föderalisten und EUROPTIMUS-Vereinigung für europapolitische Bildung erschien von 1960 bis 2018 in Österreich, Steiermark, zweimonatlich. Die Zeitschrift war auch ein nationales Forum der österreichischen Europäischen Föderalistischen Bewegung, Jungen Europäischen Föderalisten und EUROPTIMUS-Vereinigung für europapolitische Bildung in Österreich. 2018 wurde diese im 59. Jahrgang eingestellt.
Seit 2021 wird die Europastimme im 60. Jahrgang nunmehr im Rahmen des Edition Europa Verlags herausgegeben. Die Zeitschrift erscheint seit 2021 quartalsweise als Druckausgabe und als Onlinepublikation. Die Onlinepublikation ist bis auf Widerruf kostenlos abrufbar. Die Europastimme ist seit 2021 auch die Vereinszeitung der EuropaUnion Vorarlberg.

## Inhalt
Die Europastimme behandelt ein möglichst breites Spektrum an Beiträgen zu grundsätzlichen und aktuellen Fragestellungen der europäischen Integration, insbesondere auch der Volksgruppen in Europa.
Es werden auch Beiträge zu aktuellen europapolitischen Themen (etwa 70 % des jeweiligen Zeitungsumfanges) sowie zu europapolitischen Themen aus den Verbänden und den österreichischen Regionalvereinen der Europäischen Föderalistischen Bewegung Österreichs und der Union Europäischer Föderalisten bzw. deren Jugendorganisationen (z. B.: Junge Europäische Föderalisten) publiziert (etwa 10 bis 20 % des jeweiligen Zeitungsumfanges).

## Aufbau der Zeitung seit 2021
Die Europastimme ist seit 2021 wie folgt aufgebaut:
- Titelstory
- Aktuelles aus Europa
- Beiträge von verschiedenen Autoren zum Thema "Europa"
- Vereinsnachrichten der EuropaUnion Vorarlberg, Europäischer Bewegung Österreich, Union Europäischer Föderalisten etc.
- Europa-Wikipedia
- „Zu Guter Letzt“

## Redaktion
Bis 2018 oblag die Redaktion Christine Hofmeister, Sabine Radl, Daniel Gerer, Karl Metzinger und Fritz P. Mairleitner. Die Chefredaktion der Europastimme obliegt seit 2021 dem Rechtsanwalt Anton Schäfer. Er folgt auf Christa Hofmeister nach, die seither als Co-Redakteurin tätig ist. Das interne Lektorat und technische Schriftleitung obliegt Anika Troppe.

## Medieninhaber und Verleger
Medieninhaber und Verlegerin ist der Edition Europa Verlag in Dornbirn, Vorarlberg. Gründungsherausgeber ist Max Wratschgo.

## Finanzierung
Die Europastimme wird durch Inserate, Abonnements und Spenden finanziert.

## Zitierweise
Beiträge die in der Europastimme veröffentlicht wurden, werden üblicherweise folgendermaßen zitiert:
- Europastimme / Jahr / Nr. / Seite